# 涅亞區

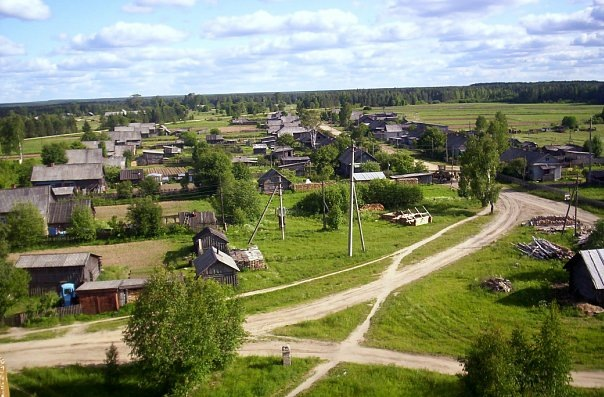

58°17′N 43°52′E / 58.283°N 43.867°E
涅亞區（俄语：Нейский район），是俄羅斯的一個區，位於該國西部，由科斯特羅馬州負責管轄，面積2,657平方公里，2010年該區人口4,325，人口密度每平方公里1.63人。